# Drum (tabaco)

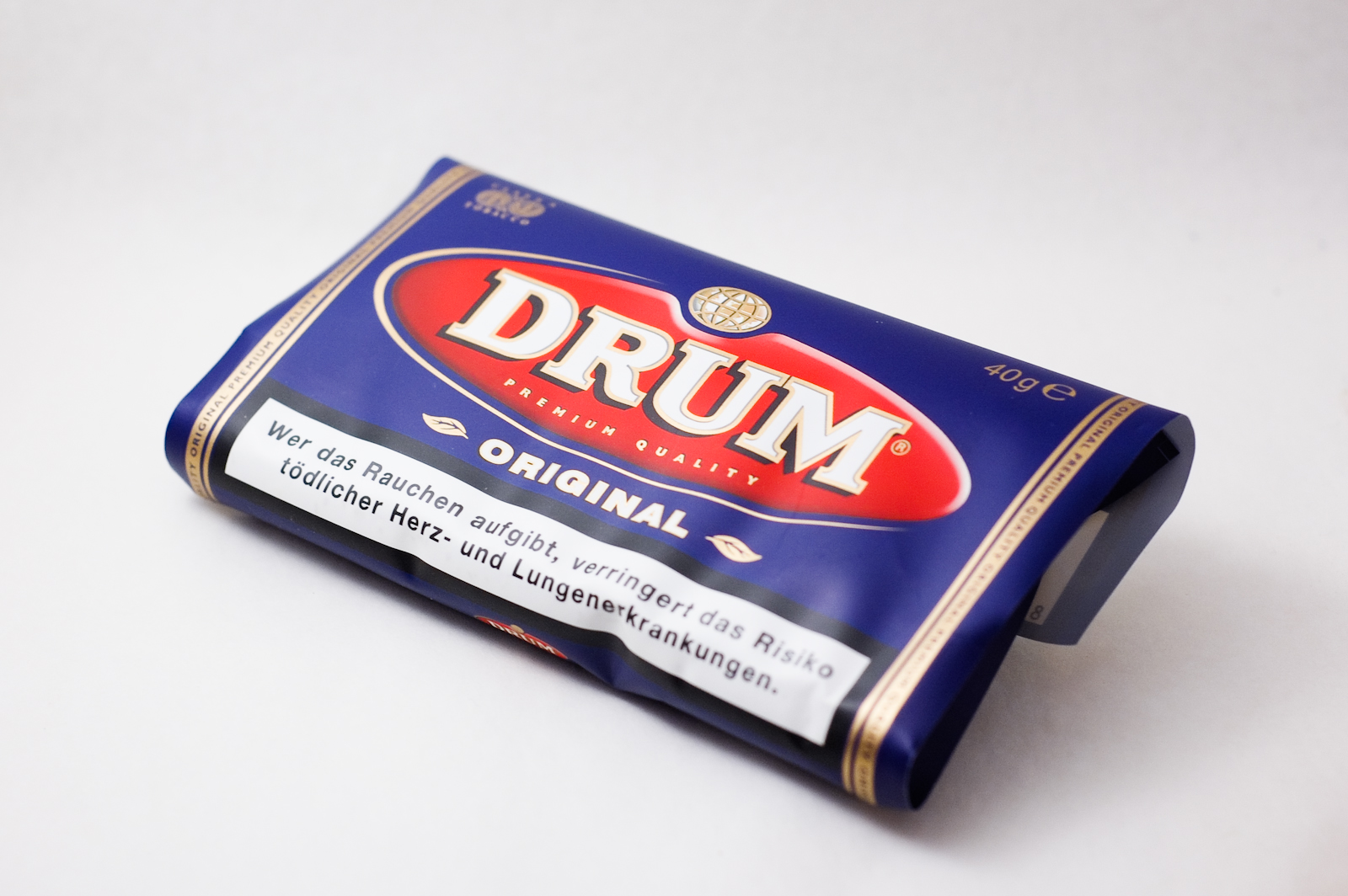
Paquete de tabaco(marca Drum) de 40 gramos

Drum es una marca holandesa de artículos para fumadores que produce principalmente cigarrillo de tabaco.Las dos versiones del Drum se hacen en diferentes lugares y tienen diferentes propiedades sensoriales. Drum European es producidoen  los Países Bajos mediante un proceso de siglos de antigüedad, mientras que la versión americana se hace en la fábrica de Top tabaco en Carolina del Norte.

## Historia
Inicialmente producido por la corporación holandesa Douwe Egberts, Drum fue adquirida por Sara Lee Corporation que finalmente sucumbió a la británica Imperial Tobacco, el fabricante actual. Tambor es una de las marcas estratégicas de Imperial Tobacco se comercializa en más de 45 países, con picos en Alemania, Francia, Bélgica, los Países Bajos y el Reino Unido
- Datos: Q2365700
- Multimedia: Drum (tobacco) / Q2365700